# Steyning

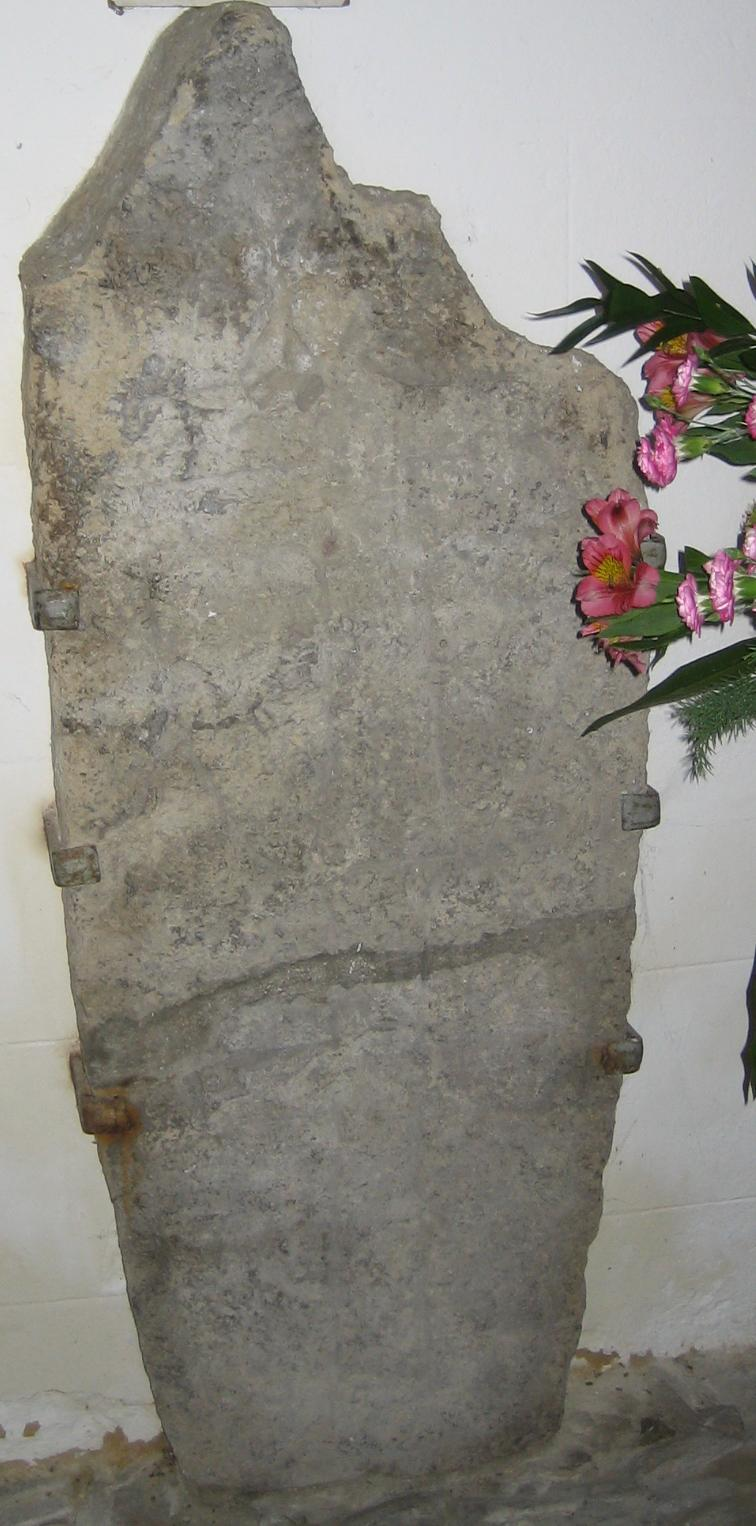
Ethelwulf's tombston lapide di Etelvulfo

Steyning (AFI: /ˈstɛnɪŋ/) è una parrocchia civile di 5 990 abitanti del distretto di Horsham, della contea del West Sussex. 
Sir Laurence Olivier, attore teatrale e cinematografico di fama mondiale, morì in questa cittadina nel 1989. 

## Infrastrutture e trasporti
Steyning è lambito dalla strada A283 che collega Milford a Shoreham-by-Sea.
Il paese era servito dalla linea ferroviaria che collegava Londra a Shoreham. Questa linea ferroviaria è stata costruita nel 1861 e serviva il paese con una stazione, che si trovava al termine di Station Road. Nei pressi del paese, si trovava anche la stazione ferroviaria di Bramber, che serviva Bramber e la parte meridionale di Steyning.
La ferrovia è stata chiusa, dopo un secolo di servizio, nel 1966, nell'ambito del piano di tagli di Beeching. Parte del sedime ferroviario è stato convertito in un percorso ciclopedonale mentre la restante parte è ora la A283 che, precedentemente, attraversava il centro del paese.
Alcune linee di autobus, gestite da Brighton & Hove e Compass Travel, collegano Steyning ai paesi limitrofi.